# Còlob vermell centreafricà
El còlob vermell centreafricà (Piliocolobus foai) és una espècie de cercopitècid que viu als boscos humits de la República Democràtica del Congo, la República del Congo, la República Centreafricana i el Sudan.
La taxonomia d'aquesta espècie és bastant confusa i fins fa poc se'l considerava una subespècie del còlob vermell occidental (Piliocolobus badius).

## Subespècies
- Piliocolobus foai foai
- Piliocolobus foai ellioti
- Piliocolobus foai oustaleti
- Piliocolobus foai semlikiensis
- Piliocolobus foai parmentierorum